# المخنق (الحد)

تعديل مصدري - تعديل

المخنق هي إحدى قرى عزلة الحد بمديرية الحد التابعة لمحافظة لحج، بلغ تعداد سكانها 637 نسمة حسب تعداد اليمن لعام 2004.